# Raoul de Houdan
Raoul de Houdan oder Raoul de Houdenc (* ca. 1265 bis 1270 in Hodenc-en-Bray; † vermutlich bis 1230) war ein französischer Dichter. Die Texte sind in altfranzösischer Sprache geschrieben.

## Leben und Werk

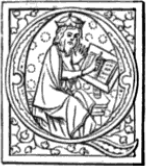
Meraugis

Über sein Leben ist nur wenig bekannt. Raoul de Houdan ist möglicherweise der Sohn Radulfus des verarmten Ritters Gauterus de Hodenc, dessen Bruder der Pariser Kanoniker Petrus Cantor war. Er scheint ursprünglich eine Ausbildung als Schreiber erhalten zu haben, eventuell in einem Kloster seiner Heimat. Es gibt in seinen Schriften Anhaltspunkte dafür, dass er später seinen Lebensunterhalt als Jongleur bestritt und nur gelegentlich seine dichterischen Qualitäten in großen Häusern unter Beweis stellen konnte – mit eher bescheidenem Erfolg. Seine Werke lassen darauf schließen, dass er sehr gut mit Paris vertraut war und sich dort einen größeren Teil seines Lebens aufgehalten haben dürfte. Einige seiner überkommenen Werke stehen in der Tradition des Chrétien de Troyes, dessen Duktus er in seinen beiden Artus-Romanen erfolgreich aufgreift. Seine anderen Schriften weisen einen innovativen, allegorischen Charakter auf und könnten so Guillaumes de Lorris Rosenroman beeinflusst haben.

## Werke (Auswahl)
- Sämtliche Werke. Nach allen bekannten Handschriften herausgegeben von Matthias Friedwagner. Niemeyer, Halle 1909.
- Meraugis de Portlesguez, Roman aus dem Artus-Sagenkreis
- Vengeance Raguidel, Roman aus dem Artus-Sagenkreis (Autorschaft Raouls sehr unsicher)
- Songe d’Enfer („Traum der Hölle“), allegorische Erzählung über einen Höllenaufenthalt des Dichters, 678 Verse
- Li Romanz des Ailes de la Proèce, ein „Roman von den Flügeln der Trefflichkeit“ über die ritterlichen Tugenden, 660 Verse